# مگس سیرفینی
مگس سیرفینی (نام علمی: Syrphini) نام یک تبار از راسته مگس است.